# 炭酸せんべい

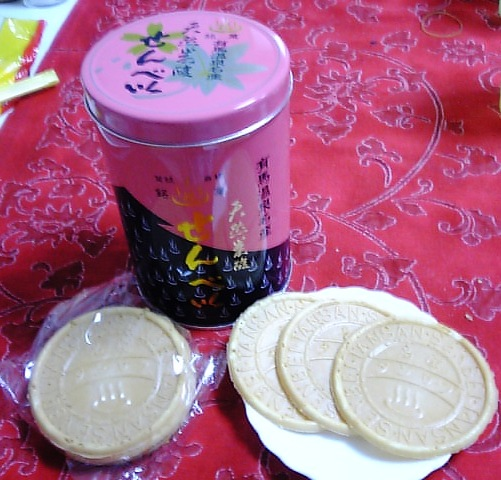
炭酸せんべい、缶と中身

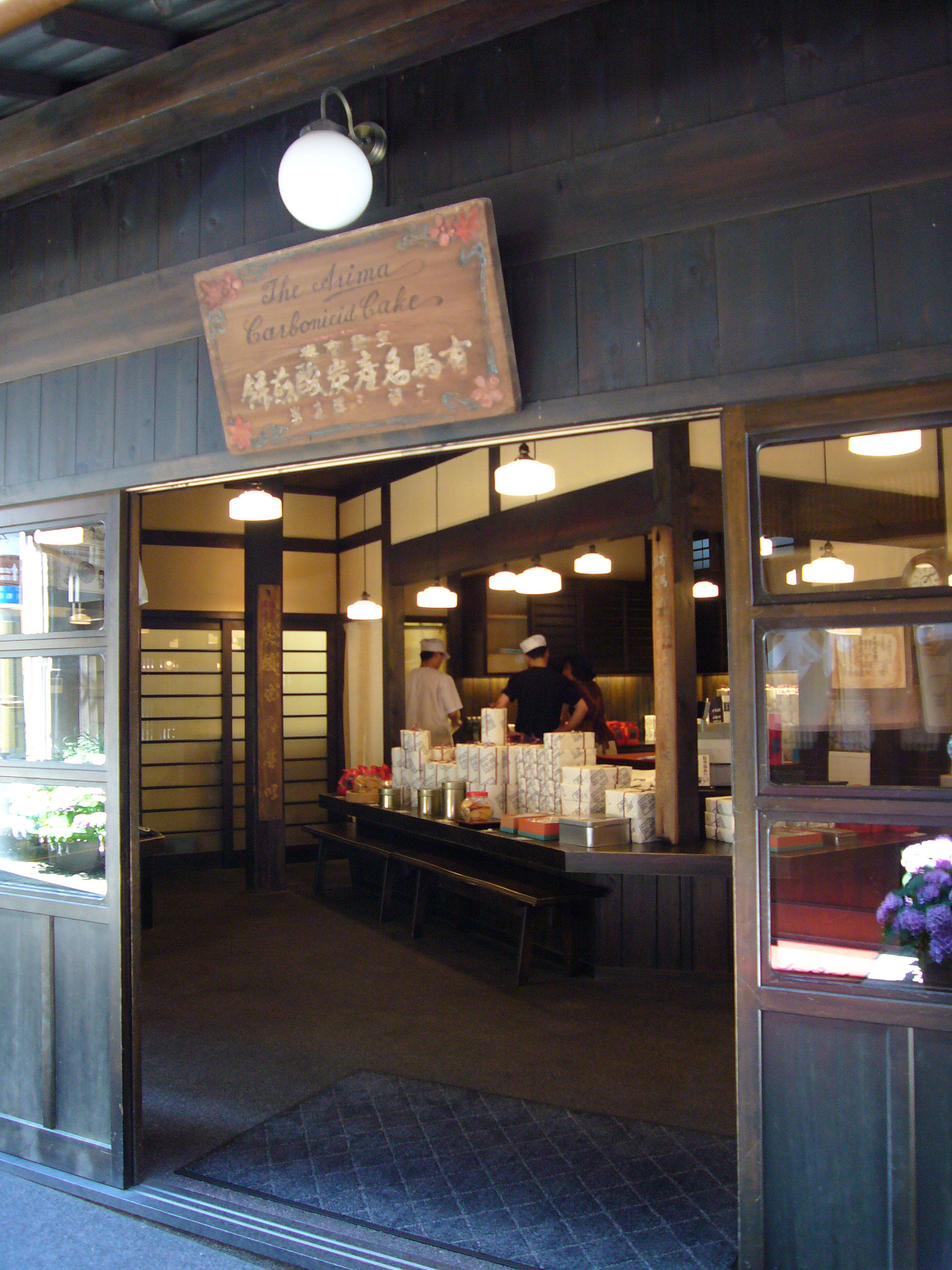
有馬温泉湯元坂の老舗

炭酸せんべい（たんさんせんべい、炭酸煎餅）とは、兵庫県豊岡市の城崎温泉、兵庫県神戸市の有馬温泉、兵庫県宝塚市の宝塚温泉の名産とされる菓子である。

## 概要

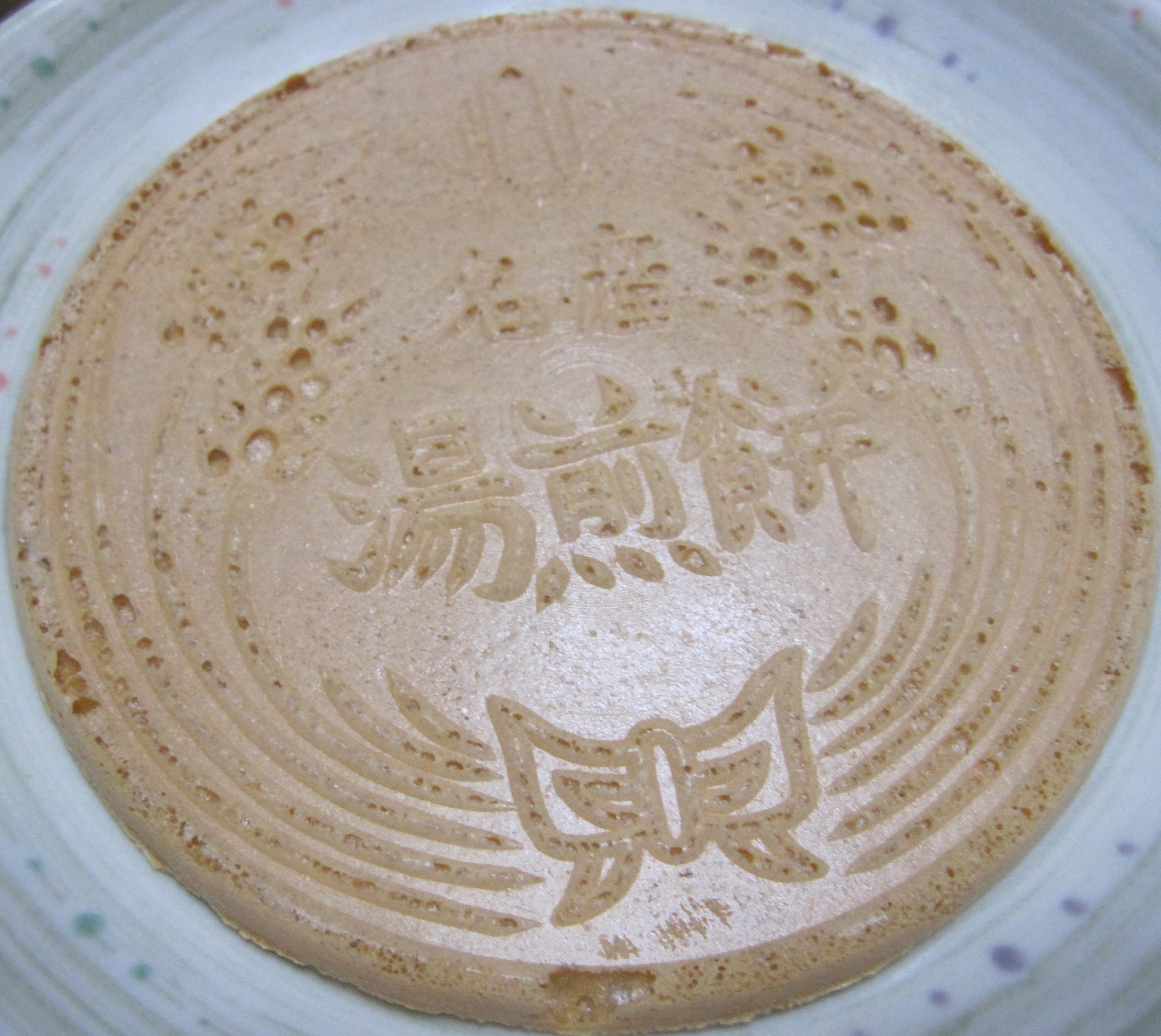
小浜食糧「湯せんぺい」

直径10センチメートル程度の円形で、比較的薄く1ミリメートル程度の厚みである。黄色から黄褐色をしており、表面には焼型の紋様が凹凸を成している。
1875年（明治8年）有馬温泉にある炭酸泉の泉源が飲用にも適していることが国の検査で分かり、それを利用した「炭酸せんべい」が考案されたという（泉源は炭酸泉源公園として整備されている）。
また、チェコのカルロヴィ・ヴァリ（カルルスバード）にある温泉で売られていた焼菓子 (Lázeňská oplatka) を元にして作られたという説（カルルス煎餅）があり、群馬県の磯部温泉（磯部せんべい）、長崎県の雲仙温泉（湯せんぺい）、愛媛県の道後温泉（温泉煎餅）、三重県の榊原温泉（七栗せんべい）など、全国の温泉地で同様の品を見受けられることが多い。
販売形態としては、湿気を防ぐために円柱形の缶入りのものや、個別包装されたものが大きな缶に入っているもの、割れたものを袋詰めにしたものなどがある。有馬温泉、宝塚大劇場、六甲有馬ロープウェーの六甲山頂駅、中国自動車道西宮名塩サービスエリアなどで販売されている。

## 製法
小麦粉、片栗粉、砂糖、でんぷん、食塩、重曹などに、温泉の炭酸泉水を加えて型を用いて焼き上げる。甘みをどう加えるかなど、材料配合には各店の独自性があるため、味が微妙に異なる。

## 派生品
炭酸せんべいにバニラクリームなどを挟んだものもあり、凮月堂（神戸ほか）の「ゴーフル」と類似している。